# ووکوفو
ووکوفو (به بلغاری: Vukovo) یک روستا در بلغارستان است که در شهرستان بوبوشفو واقع شده‌است. ووکوفو ۱۸٫۴۴۱ کیلومتر مربع مساحت و ۸۲ نفر جمعیت دارد و ۴۳۱ متر بالاتر از سطح دریا واقع شده‌است.